# 复数 (数学)
複數（英語：complex number），為實數的延伸，它使任一多項式方程都有根。複數當中有個「虛數單位」{\displaystyle i}，它是{\displaystyle -1}的一个平方根，即{\displaystyle {{i}^{2}}=-1}。任一複數都可表達為{\displaystyle x+yi}，其中{\displaystyle x}及{\displaystyle y}皆為實數，分別稱為複數之「實部」和「虛部」。
複數的發現源於三次方程的根的表達式。數學上，「複」字表明所討論的數體為複數，如複矩陣、複變函數等。
形式上，複數系統可以定義為普通實數的虛數i的代數擴展。這意味著複數可以作為變量i中的多項式進行加，減和乘，並施加規則{\displaystyle {{i}^{2}}=-1}。此外，複數也可以除以非零複數。總體而言，複數系統是一個域。
在幾何上，複數通過將水平軸用於實部，將垂直軸用於虛部，將一維數線的概念擴展到二維複平面。這些數字的點位於複平面的垂直軸上。虛部為零的複數可以看作是實數。
但是，複數允許使用更豐富的代數結構，其中包括在向量空間中不一定可用的附加運算。例如，兩個複數的乘積總是再次產生一個複數，並且不應將其誤認為是涉及向量的常規“乘積”。

## 歷史
最早提到有關負數的平方根的文獻出於公元1世紀古希腊数学家亞歷山卓的希羅，他考慮的是一種不可能的平頂金字塔的體積，計算結果會是{\displaystyle {\sqrt {81-144}}=3i{\sqrt {7}}} ，但這對他是不可理解的，所以他只單純地把為正的{\displaystyle {\sqrt {144-81}}=3{\sqrt {7}}}。
16世紀意大利數學家（請參看塔塔利亞和卡爾達諾）得出一元三次和四次方程式的根的表達式，並發現即使只考慮實數根，仍不可避免面對負數方根。17世紀笛卡兒稱負數方根為虛數，「子虛烏有的數」，表達對此的無奈和不忿。18世紀初棣莫弗及歐拉大力推動複數的接受。1730年，棣莫弗提出棣莫弗公式：
{\displaystyle (\cos \theta +i\sin \theta )^{n}=\cos n\theta +i\sin n\theta }，
而歐拉則在1748年提出分析學中的歐拉公式：
{\displaystyle \cos \theta +i\sin \theta =e^{i\theta }}，
18世紀末，複數漸漸被大多數人接受，當時卡斯帕尔·韦塞尔提出複數可看作平面上的一點。數年後，高斯再提出此觀點並大力推廣，複數的研究開始高速發展。詫異的是，早於1685年約翰·沃利斯已經在De Algebra tractatus提出此一觀點。
卡斯帕尔·韦塞尔的文章發表在1799年的Proceedings of the Copenhagen Academy上，以當今標準來看，也是相當清楚和完備。他又考慮球，得出四元數並以此提出完備的球面三角學理論。1804年，Abbé Buée亦獨立地提出與沃利斯相似的觀點，即以{\displaystyle \pm {\sqrt {-1}}}來表示平面上與實數軸垂直的單位線段。1806年，Buée的文章正式刊出，同年讓-羅貝爾·阿爾岡亦發表同類文章，而阿岡的複數平面成了標準。1831年高斯認為複數不夠普及，他發表了一篇備忘錄，奠定複數在數學的地位。
柯西及阿贝尔的努力，掃除了複數使用的最後顧忌，後者更是首位以複數研究著名的。
複數吸引了著名數學家的注意，包括库默尔（1844年）、克罗内克（1845年）、舍夫勒（1845年、1851年、1880年）、贝拉维蒂斯（1835年、1852年）、喬治·皮科克（1845年）及德·摩根（1849年）。莫比乌斯發表了大量有關複數幾何的短文，約翰·彼得·狄利克雷將很多實數概念，例如質數，推廣至複數。
費迪南·艾森斯坦研究{\displaystyle a+bj}，其中{\displaystyle j}是{\displaystyle x^{3}-1=0}的複根。其他如{\displaystyle x^{k}-1=0} ({\displaystyle k}是質數)亦有考慮。類以推廣的先鋒為库默尔的完美數理論，經由菲利克斯·克莱因（1893年）以幾何角度加以簡化。伽羅華其後提出更一般的推廣——阿貝爾-魯菲尼定理，解決了五次以上多項式的根不能表達問題。

## 定義

### 符号表示
尽管可以使用其他表示法，复数通常写为如下形式：
{\displaystyle a+bi}
这裡的{\displaystyle a}和{\displaystyle b}是实数，而i是虛數單位，它有着性质{\displaystyle {{i}^{2}}=-1}。实数{\displaystyle a}叫做复数的实部，而实数{\displaystyle b}叫做复数的虚部。实数可以被认为是虚部为零的复数；就是说实数{\displaystyle a}等价于复数{\displaystyle a+0i}。实部为零且虚部不为零的复数也被称作“纯虚数”；而实部不為零且虚部也不为零的复数也被称作“非純虚数”或“雜虛數”。
例如，{\displaystyle 3+2i}是复数，它的实部为3虚部为2。如果{\displaystyle z=a+ib}，则实部（{\displaystyle a}）被指示为{\displaystyle \operatorname {Re} (z)}或{\displaystyle \Re (z)}，而虚部（{\displaystyle b}）被指示为{\displaystyle \operatorname {Im} (z)}或{\displaystyle \Im (z)}。
在某些领域（特别是电子工程，这裡的i是电流的符号）中，虚部{\displaystyle i}被替代写为{\displaystyle j}，所以复数有时写为{\displaystyle a+jb}。
所有复数的集合通常指示为{\displaystyle C}，或者用黑板粗体写为{\displaystyle \mathbb {C} }。实数{\displaystyle \mathbb {R} }可以被当作{\displaystyle \mathbb {C} }的子集，通过把实数的所有成员当作复数：{\displaystyle a=a+0i}。

### 等量关系
复数中的虚数是无法比较大小的，即两个虚数只有相等和不等两种等量关系。
两个复数是相等的，当且仅当它们的实部是相等的并且它们的虚部是相等的。就是说，設{\displaystyle a},{\displaystyle b},{\displaystyle c},{\displaystyle d}為實數，則{\displaystyle a+bi=c+di}当且仅当{\displaystyle a=c}并且{\displaystyle b=d}。

### 运算
通过形式上应用代数的结合律、交换律和分配律，再加上等式{\displaystyle {{i}^{2}}=-1}，定义复数的加法、减法、乘法和除法:
- 加法：{\displaystyle \,(a+bi)+(c+di)=(a+c)+(b+d)i}
- 减法：{\displaystyle \,(a+bi)-(c+di)=(a-c)+(b-d)i}
- 乘法：{\displaystyle \,(a+bi)(c+di)=ac+bci+adi+bdi^{2}=(ac-bd)+(bc+ad)i}
- 除法：{\displaystyle {\begin{aligned}\,{\frac {(a+bi)}{(c+di)}}&={\frac {(a+bi)(c-di)}{(c+di)(c-di)}}={\frac {ac+bci-adi-bdi^{2}}{c^{2}-(di)^{2}}}\\&={\frac {(ac+bd)+(bc-ad)i}{c^{2}+d^{2}}}=\left({ac+bd \over c^{2}+d^{2}}\right)+\left({bc-ad \over c^{2}+d^{2}}\right)i\end{aligned}}}

### 複數體
複數可定義為實數{\displaystyle a,b}組成的有序對，而其相關之和及積為：
- {\displaystyle (a,b)+(c,d)=(a+c,b+d)}，
- {\displaystyle (a,b)\cdot (c,d)=(ac-bd,bc+ad)}，

複數數系是一個體，複數體常以{\displaystyle \mathbb {C} }來表示。
一個實數{\displaystyle a}等同於複數{\displaystyle (a,0)}，故實數體為複數體的子體。虛數單位{\displaystyle i}就是複數{\displaystyle (0,1)}。此外，還有:
- 加法单位元（“零元”）: {\displaystyle (0,0)}
- 乘法单位元（“幺元”）: {\displaystyle (1,0)}
- {\displaystyle (a,b)}的加法逆元: {\displaystyle (-a,-b)}
- 非零{\displaystyle (a,b)}的乘法逆元（倒数）: {\displaystyle \left({a \over a^{2}+b^{2}},{-b \over a^{2}+b^{2}}\right)}。

複數體亦可定為代數數的拓撲閉包或實數體的代數閉包。

### 複數平面
先把坐标轴画出来，横的叫实轴，竖的叫虚轴，然后确定0的位置，{\displaystyle z=a+bi}可以用二维空间来表示出来。

复数{\displaystyle z}可以被看作在被称为阿甘得图（得名於让-罗贝尔·阿冈，也叫做高斯平面）的二维笛卡尔坐标系内的一个点或位置向量。这个点也就是这个复数{\displaystyle z}可以用笛卡尔（直角）坐标指定。复数的笛卡尔坐标是实部{\displaystyle x=\Re z}和虚部{\displaystyle y=\Im z}。复数的笛卡尔坐标表示叫做复数的“笛卡尔形式”、“直角形式”或“代数形式”。

### 絕對值、共軛與距離
{\displaystyle z=re^{i\phi }}，则{\displaystyle |z|=r}是{\displaystyle z}的「絕對值」（「模」、「幅值」、「大小」）。如果{\displaystyle z=a+bi}，則{\displaystyle |z|={\sqrt {a^{2}+b^{2}}}}.
對所有{\displaystyle z}及{\displaystyle w}，有
{\displaystyle |z|-|w|\leq |z+w|\leq |z|+|w|}
{\displaystyle |zw|=|z|\;|w|}
{\displaystyle \left|{\frac {z}{w}}\right|={\frac {|z|}{|w|}}}
當定義了距離{\displaystyle d(z,w)=\left|z-w\right|}，複數體便成了度量空间，我們亦可談極限和連續。加法、乘法及除法都是連續的運算。
{\displaystyle z=a+ib}的共軛複數定義為{\displaystyle z=a-ib}，記作{\displaystyle {\overline {z}}}或{\displaystyle z^{*}}。如圖所示，{\displaystyle {\overline {z}}}是{\displaystyle z}关于實數轴的「对称点」。有
{\displaystyle {\overline {z+w}}={\overline {z}}+{\overline {w}}}
{\displaystyle {\overline {zw}}={\overline {z}}\cdot {\overline {w}}}
{\displaystyle {\overline {\left({\frac {z}{w}}\right)}}={\frac {\overline {z}}{\overline {w}}}}
{\displaystyle {\overline {\overline {z}}}=z}
{\displaystyle {\overline {z}}=z} 當且僅當{\displaystyle z}是實數
{\displaystyle |z|=|{\overline {z}}|}
{\displaystyle |z|^{2}=z{\overline {z}}}（“複數和其共軛值相乘等於其大小平方值”）
{\displaystyle z^{-1}={\overline {z}}|z|^{-2}} 若{\displaystyle z}非零。這是計算乘法逆最常用的等式。
對於所有代數運算{\displaystyle f}，共軛值是可交換的。這即是說{\displaystyle f({\overline {z}})={\overline {f(z)}}}。一些非代數運算如正弦「{\displaystyle \sin }」亦有此性質。這是由於{\displaystyle i}的不明確選擇——{\displaystyle x^{2}=-1}有二解。可是，共軛值是不可微分的（參見全纯函数）。
一複數{\displaystyle z=re^{i\phi }}的「幅角」或「相位」為{\displaystyle \phi }。此值對模{\displaystyle 2\pi }而言是唯一的。
對於乘法和除法分別有：
{\displaystyle \,re^{\alpha i}se^{\beta i}=(rs)e^{(\alpha +\beta )i}}（即“模值相乘，幅角相加”或“大小相乘，相位相加”）
{\displaystyle \,{\frac {re^{\alpha i}}{se^{\beta i}}}={\frac {r}{s}}e^{(\alpha -\beta )i}}（即“模值相除，幅角相减”或“大小相除，相位相減”)

### 複數的三角函數運算
{\displaystyle z=(x+iy)}
{\displaystyle \sin {z}=\sin {x}\cosh {x}+i\cos {y}\sinh {y}}
{\displaystyle \cos {z}=\cos {x}\cosh {x}-i\sin {y}\sinh {y}}
{\displaystyle \tan {z}={\frac {\sin {z}}{\cos {z}}}={\frac {\sin {x}\cosh {x}+i\cos {y}\sinh {y}}{\cos {x}\cosh {x}-i\sin {y}\sinh {y}}}}
{\displaystyle \cot {z}={\frac {1}{\tan {z}}}={\frac {\cos {z}}{\sin {z}}}={\frac {\cos {x}\cosh {x}-i\sin {y}\sinh {y}}{\sin {x}\cosh {x}+i\cos {y}\sinh {y}}}}
{\displaystyle {\begin{aligned}\sec {z}&={\frac {1}{\cos {z}}}={\frac {1}{\cos {x}\cosh {x}-i\sin {y}\sinh {y}}}\\&={\frac {\cos {x}\cosh {x}}{\left(\cos {x}\cosh {x}\right)^{2}+\left(\sin {y}\sinh {y}\right)^{2}}}+i{\frac {\sin {y}\sinh {y}}{\left(\cos {x}\cosh {x}\right)^{2}+\left(\sin {y}\sinh {y}\right)^{2}}}\\&={\frac {\cos {\bar {z}}}{\left\vert \cos {z}\right\vert ^{2}}}\end{aligned}}}
{\displaystyle {\begin{aligned}\csc {z}&={\frac {1}{\sin {z}}}={\frac {1}{\sin {x}\cosh {x}+i\cos {y}\sinh {y}}}\\&={\frac {\sin {x}\cosh {x}}{\left(\sin {x}\cosh {x}\right)^{2}+\left(\cos {x}\sinh {x}\right)^{2}}}+i{\frac {-\cos {x}\sinh {x}}{\left(\sin {x}\cosh {x}\right)^{2}+\left(\cos {x}\sinh {x}\right)^{2}}}\\&={\frac {\sin {\bar {z}}}{\left\vert \sin {z}\right\vert ^{2}}}\end{aligned}}}
反函數:
{\displaystyle \arcsin {z}=-i\ln {\left(iz+{\sqrt {1+z^{2}}}\right)}}
{\displaystyle \arccos {z}={\frac {\pi }{2}}-\arcsin {z}=-i\ln {\left(z+{\sqrt {z^{2}-1}}\right)}}
{\displaystyle \arctan {z}={\frac {i}{2}}\ln {\left({\frac {1-iz}{1+iz}}\right)}}
{\displaystyle \operatorname {arccot} {z}={\frac {i}{2}}\ln {\left({\frac {z+i}{z-i}}\right)}}
{\displaystyle \operatorname {arcsec} {z}=\arccos {\frac {1}{z}}=-i\ln {\left({\frac {1}{z}}+{\sqrt {{\frac {1}{z^{2}}}-1}}\right)}}
{\displaystyle \operatorname {arccsc} {z}=\arcsin {\frac {1}{z}}=-i\ln {\left({\frac {i}{z}}+{\sqrt {1+{\frac {1}{z^{2}}}}}\right)}}

### 複數的雙曲函數運算
{\displaystyle z=(x+iy)}
{\displaystyle \sinh {z}={\frac {e^{z}-e^{-z}}{2}}}
{\displaystyle \cosh {z}={\frac {e^{z}+e^{-z}}{2}}}
{\displaystyle \tanh {z}={\frac {\sinh {z}}{\cosh {z}}}={\frac {e^{z}-e^{-z}}{e^{z}+e^{-z}}}}
{\displaystyle \coth {z}={\frac {1}{\tan {z}}}={\frac {\cosh {z}}{\sinh {z}}}={\frac {e^{z}+e^{-z}}{e^{z}-e^{-z}}}}
{\displaystyle \operatorname {sech} {z}={\frac {1}{\cosh {z}}}={\frac {2}{e^{z}+e^{-z}}}}
{\displaystyle \operatorname {csch} {z}={\frac {1}{\sinh {z}}}={\frac {2}{e^{z}-e^{-z}}}}
反函數:
{\displaystyle \operatorname {arcsinh} {z}=\ln {\left(z+{\sqrt {z^{2}+1}}\right)}}
{\displaystyle \operatorname {arccosh} {z}=\ln {\left(z+{\sqrt {z^{2}-1}}\right)}}
{\displaystyle \operatorname {arctanh} {z}={\frac {\ln {\left({\frac {1+z}{1-z}}\right)}}{2}}}
{\displaystyle \operatorname {arccoth} {z}={\frac {\ln {\left({\frac {z+1}{z-1}}\right)}}{2}}}
{\displaystyle \operatorname {arcsech} {z}=\operatorname {arccosh} {\frac {1}{z}}=\ln {\left({\frac {1}{z}}+{\sqrt {{\frac {1}{z^{2}}}-1}}\right)}}
{\displaystyle \operatorname {arccsch} {z}=\operatorname {arcsinh} {\frac {1}{z}}=\ln {\left({\frac {1}{z}}+{\sqrt {{\frac {1}{z^{2}}}+1}}\right)}}

### 复数运算的几何解释

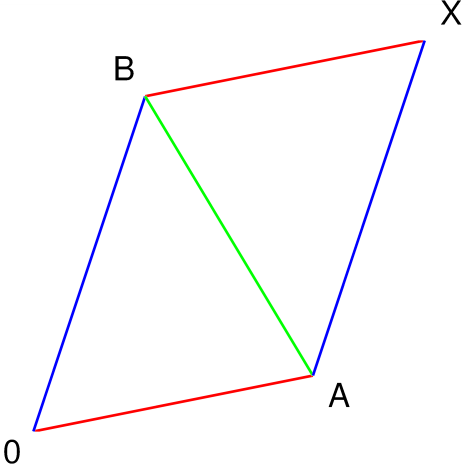
X = A + B

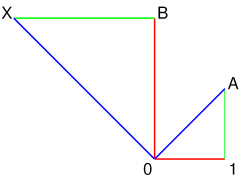
X = AB

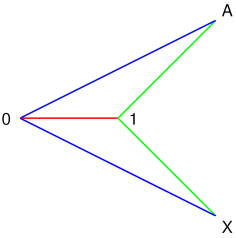
X = A*

考虑一个平面。一个点是原点0。另一个点是单位1。
两个点A和B的和是点X = A + B使得顶点0, A, B的三角形和顶点X, B, A的三角形是全等的。
两个点A和B的积是点X = AB使得顶点0, 1, A的三角形和顶点0, B, X的三角形是相似的。
点A的共轭复数是点X = A*使得顶点0, 1, A的三角形和顶点0, 1, X的三角形相互是镜像。

## 极坐标形式
复数{\displaystyle z}也可以用极坐标来表示。{\displaystyle z}所对应的极坐标由叫做绝对值或模或大小的{\displaystyle r=\left\vert z\right\vert \geq 0}和叫做辐角或相位的{\displaystyle \varphi =\arg z}组成。若{\displaystyle r=0}，不论{\displaystyle \varphi }值为何，{\displaystyle z=0}。为了避免一个复数具有多种极坐标表示的情况，通常会设置{\displaystyle \arg 0=0}，从而让{\displaystyle z=0}所对应的{\displaystyle \varphi }具有唯一的值：{\displaystyle 0}。{\displaystyle r>0}时，复数在辐角{\displaystyle \varphi }模以{\displaystyle 2\pi }后是唯一的；就是说，对于两个被视为极坐标表示的复数而言，若它们的辐角之差是{\displaystyle 2\pi }的整数倍数，则这两个复数等价。因此，通常会限制{\displaystyle \varphi }在区间{\displaystyle (-\pi ,\pi ]}内，也就是说{\displaystyle -\pi <\varphi \leq \pi }，以此来避免一个复数具有多种极坐标表示的情况。

### 极坐标形式的写法
极坐标形式的写法
{\displaystyle z=r\,(\cos \varphi +i\sin \varphi )}，
被叫做“三角形式”。有时使用符号cis φ简写cosφ + isinφ。
使用欧拉公式还可以写为
{\displaystyle z=r\,\mathrm {e} ^{i\varphi }\,,}
这叫做“指数形式”。

### 从极坐标形式到笛卡尔坐标形式的转换
{\displaystyle x=r\cos \varphi }
{\displaystyle y=r\sin \varphi }

### 从笛卡尔坐标形式到极坐标形式的转换
{\displaystyle r={\sqrt {x^{2}+y^{2}}}}
{\displaystyle \varphi ={\begin{cases}\arctan({\frac {y}{x}})&{\mbox{if }}x>0\\\arctan({\frac {y}{x}})+\pi &{\mbox{if }}x<0{\mbox{ and }}y\geq 0\\\arctan({\frac {y}{x}})-\pi &{\mbox{if }}x<0{\mbox{ and }}y<0\\+{\frac {\pi }{2}}&{\mbox{if }}x=0{\mbox{ and }}y>0\\-{\frac {\pi }{2}}&{\mbox{if }}x=0{\mbox{ and }}y<0\\\mathrm {undefined} &{\mbox{if }}x=0{\mbox{ and }}y=0.\end{cases}}}
前面的公式要求非常繁杂的情况区分。但是很多编程语言提供了经常叫做atan2一个变体的反正切函数来处理这些细节。使用反余弦函数的公式要求更少的情况区分:
{\displaystyle \varphi ={\begin{cases}+\arccos {\frac {x}{r}}&{\mbox{if }}y\geq 0{\mbox{ and }}r\neq 0\\-\arccos {\frac {x}{r}}&{\mbox{if }}y<0\\\mathrm {undefined} &{\mbox{if }}r=0.\end{cases}}}

### 极坐标形式下的乘法、除法、指数和开方根
在极坐标形式下乘法、除法、指数和开方根要比笛卡尔形式下容易许多。
使用三角恒等式得到
{\displaystyle r_{1}\,e^{i\varphi _{1}}\cdot r_{2}\,e^{i\varphi _{2}}=r_{1}\,r_{2}\,e^{i(\varphi _{1}+\varphi _{2})}}，
和
{\displaystyle {\frac {r_{1}\,e^{i\varphi _{1}}}{r_{2}\,e^{i\varphi _{2}}}}={\frac {r_{1}}{r_{2}}}\,e^{i(\varphi _{1}-\varphi _{2})}}。
依据棣莫弗定理做整数幂的指数运算，
{\displaystyle {\big (}r\,e^{i\varphi }{\big )}^{n}=r^{n}\,e^{in\varphi }}。
任意复数幂的指数运算在条目指数函数中讨论。
两个复数的加法只是两个向量的向量加法，乘以一个固定复数的可以被看作同时旋转和伸缩。
乘以{\displaystyle i}对应于一个逆时针旋转90 度({\displaystyle {\frac {\pi }{2}}} 弧度)。方程{\displaystyle i^{2}=-1}的几何意义是顺序的两个90度旋转导致一个180度({\displaystyle \pi }弧度)旋转。甚至算术中的{\displaystyle (-1)\times (-1)=+1}都可以被在几何上被理解为两个180度旋转的组合。
任何数的所有方根，实数或复数的，都可以用简单的算法找到。{\displaystyle n}次方根给出为
{\displaystyle {\sqrt[{n}]{re^{i\varphi }}}={\sqrt[{n}]{r}}\ e^{i\left({\frac {\varphi +2k\pi }{n}}\right)}}
对于{\displaystyle k=0,1,2,\ldots ,n-1}，这裡的{\displaystyle {\sqrt[{n}]{r}}}表示{\displaystyle r}的主{\displaystyle n}次方根。
{\displaystyle \ln {z}=\ln {\left\vert z\right\vert }+i(\arg {z}+2\pi n),n\in \mathbb {Z} }
{\displaystyle \log _{w}{z}={\frac {\ln {z}}{\ln {w}}}={\frac {\ln {\left\vert z\right\vert }+i(\arg {z}+2\pi n)}{\ln {\left\vert w\right\vert }+i(\arg {w}+2\pi n)}},n\in \mathbb {Z} }
結論
| 式子                  | 數域                              | 定義                                | 是否多值          |
| --------------------- | --------------------------------- | ----------------------------------- | ----------------- |
| {\displaystyle z^{a}} | {\displaystyle a\in \mathbb {Z} } | {\displaystyle r^{a}e^{ia\varphi }} | 否(單值)          |
| {\displaystyle z^{n}} | {\displaystyle n\in \mathbb {Q} } | {\displaystyle r^{n}e^{in\varphi }} | 是(根號有多值)    |
| {\displaystyle z^{w}} | {\displaystyle w\in \mathbb {C} } | {\displaystyle e^{w\ln {z}}}        | 是(複數 log 多值) |

{\displaystyle {\begin{aligned}e^{w\ln {z}}&=\cosh {(w\ln {z})}+\sinh {(w\ln {z})}\\&=\cosh {\left(w(\ln {\left\vert z\right\vert }+i(\arg {z}+2\pi n))\right)}+\sinh {\left(w(\ln {\left\vert z\right\vert }+i(\arg {z}+2\pi n))\right)},n\in \mathbb {Z} \end{aligned}}}
{\displaystyle \Gamma {(z)}\approx {\sqrt {2\pi }}z^{z-{\frac {1}{2}}}e^{-z}}
{\displaystyle z!\approx {\sqrt {2\pi }}(z+1)^{z+{\frac {1}{2}}}e^{-z+1}}

## 代數性質
下表给出任何複數{\displaystyle a,b,c}的加法和乘法的基本性质。
| 性質       | 加法                                              | 乘法                                                    |
| ---------- | ------------------------------------------------- | ------------------------------------------------------- |
| 封闭性     | {\displaystyle a+b\in \mathbb {C} }               | {\displaystyle a\times b\in \mathbb {C} }               |
| 结合律     | {\displaystyle a+(b+c)=(a+b)+c}                   | {\displaystyle a\times (b\times c)=(a\times b)\times c} |
| 交换律     | {\displaystyle a+b=b+a}                           | {\displaystyle a\times b=b\times a}                     |
| 存在单位元 | {\displaystyle a+0=a}                             | {\displaystyle a\times 1=a}                             |
| 存在逆元   | {\displaystyle a+(-a)=0}                          | {\displaystyle a\times {\frac {1}{a}}=1\quad (a\neq 0)} |
| 分配律     | {\displaystyle a\times (b+c)=a\times b+a\times c} | {\displaystyle a\times (b+c)=a\times b+a\times c}       |

## 一些特性

### 矩陣表達式
這是個實用價值不大，但具數學意義的表達式，是將複數看作能旋轉及縮放二維位置矢量的2×2實數矩陣，即是
{\displaystyle a+ib\leftrightarrow {\begin{pmatrix}a&-b\\b&\;\;a\end{pmatrix}}=r{\begin{bmatrix}\cos \varphi &-\sin \varphi \\\sin \varphi &\cos \varphi \end{bmatrix}}=r\exp \left(\varphi {\begin{bmatrix}0&-1\\1&0\end{bmatrix}}\right),}
其中{\displaystyle a}及{\displaystyle b}為實數。可算出此類矩陣的和、積及乘法逆都是此類矩陣。此外
{\displaystyle {\begin{pmatrix}a&-b\\b&\;\;a\end{pmatrix}}=a{\begin{pmatrix}1&\;\;0\\0&\;\;1\end{pmatrix}}+b{\begin{pmatrix}0&-1\\1&\;\;0\end{pmatrix}}}
即實數1對應着單位矩陣
{\displaystyle {\begin{pmatrix}1&\;\;0\\0&\;\;1\end{pmatrix}}}，
而虛數單位{\displaystyle i}對應着
{\displaystyle {\begin{pmatrix}0&-1\\1&\;\;0\end{pmatrix}}}。
此矩陣令平面作逆時鐘90度旋轉，它的平方就是-1。
複數的絶對值就是行列式的平方根。這些矩陣對應相應的平面變換，其旋轉角度等於複數的徧角，改變比例等於複數的絶對值。複數的軛就是矩陣的轉置。
若矩陣中的{\displaystyle a}和{\displaystyle b}本來就是複數，則構成的代數便是四元數。由此，矩陣代表法可看成代數的凱萊-迪克森結構法。

### 實向量空間
{\displaystyle \mathbb {C} }可以視作二維實綫性空間。不同於實數體，複數體上不可能有與其算術相容的全序：{\displaystyle \mathbb {C} }並非有序體。

### 多項式的根
滿足{\displaystyle p(z)=0}的複數z是多項式{\displaystyle p}的“根”。代數基本定理指出，所有{\displaystyle n}次多項式，不管實數系數抑或複數系數的，都剛好有{\displaystyle n}個複數根（{\displaystyle k}重根按{\displaystyle k}个计算）。這定理等價於複數體是代數閉體。
事實上，複數體是實數體的代數閉包。它是多項式環{\displaystyle \mathbb {R} [X]}經由理想{\displaystyle \left\langle X^{2}+1\right\rangle }顯生出的商環：
{\displaystyle \mathbb {C} =\mathbb {R} [X]/(X^{2}+1)}。
這是一個體因為{\displaystyle X^{2}+1}為不可約多項式，而{\displaystyle X}在商環內對應着虛數單位{\displaystyle i}。

### 代數特徵
複數體{\displaystyle \mathbb {C} }唯一（就體同構來說）的體擁有三項代數特征:
- 它的特徵值是0
- 它對質數體的超越度是實數的基數
- 它是代數閉的

而然，{\displaystyle \mathbb {C} }包含很多與{\displaystyle \mathbb {C} }同構的子體。

### 不可排序
在{\displaystyle \mathbb {C} }上不可能建立與其加法及乘法相容之全序關係，即不存在一全序{\displaystyle \preceq }使得對於任意複數{\displaystyle z_{1},z_{2}}，有{\displaystyle 0\preceq z_{1},z_{2}\Rightarrow 0\preceq z_{1}+z_{2},0\preceq z_{1}z_{2}}。

### 复指数幂
计算一个实数的复数幂是可以的。{\displaystyle a^{z}}可以定义为{\displaystyle e^{z\cdot \ln(a)}}。

## 複分析
研究複變函數的理論稱為複分析。它在應用數學和其他數學分支上都有許多實際應用。實分析和數論的結果，最自然的證明經常是以複分析的技巧完成（例子可見質數定理）。
複變函數的圖像是四維的，所以不像實變函數般可以用平面圖像表示。要表示複變函數的圖像，可以用有顏色的三維圖像表達四維資訊，或者以動畫表示函數對複平面的動態變換。

## 應用

### 系统分析
在系统分析中，系统常常通过拉普拉斯变换从时变换到频。因此可在複平面上分析系统的极点和零点。分析系统稳定性的根轨迹法、奈奎斯特图法和尼科尔斯图法都是在複平面上进行的。
无论系统极点和零点在左半平面还是右半平面，根轨迹法都很重要。如果系统极点
- 位于右半平面，则因果系统不稳定；
- 都位于左半平面，则因果系统稳定；
- 位于虚轴上，则系统为临界稳定的。

如果稳定系统的全部零点都位于左半平面，则这是个最小相位系统。如果系统的极点和零点关于虚轴对称，则这是全通系统。

### 信号分析
信号分析和其他领域使用复数可以方便的表示周期信号。模值{\displaystyle \left\vert z\right\vert }表示信号的幅度，辐角{\displaystyle \arg z}表示给定频率的正弦波的相位。
利用傅里叶变换可将实信号表示成一系列周期函数的和。这些周期函数通常用形式如下的複函數的实部表示：
{\displaystyle f(t)=ze^{i\omega t}}，
其中{\displaystyle \omega }对应角频率，复数{\displaystyle z}包含了幅度和相位的信息。
电路分析中，引入电容、电感与频率有关的虚部可以方便的将电压、电流的关系用简单的线性方程表示并求解。（有时用字母{\displaystyle j}作为虚数单位，以免与电流符号i混淆。）

### 反常積分
在應用層面，複分析常用以計算某些實值的反常積分，藉由複值函數得出。方法有多種，見圍道積分方法。

### 量子力學
量子力學中複數是十分重要的，因其理論是建基於複數體上無限維的希尔伯特空间，而薛丁格方程式亦包含{\displaystyle i} 虛數單位。

### 相對論
如將時間變數視為虛數的話便可簡化一些狹義和廣義相對論中的時空度量张量 (Metric Tensor)方程。

### 應用數學
實際應用中，求解給定差分方程模型的系統，通常首先找出線性差分方程對應的特徵方程的所有複特徵根r，再將系統以形爲f(t)= ert的基函數的線性組合表示。

### 流力學
複函數於流力學中可描述二維勢流。

### 電路分析
物理和工程領域中的交流電路分析，使用到相量作表達正弦信號。

### 分形
一些分形如曼德博集合和茹利亚集（Julia set）是建基於複平面上的點的。

## 复数的平方根
复数的平方根是可以计算的。其公式为{\displaystyle {\sqrt {x+iy}}={\sqrt {\frac {\left|x+iy\right|+x}{2}}}\pm i{\sqrt {\frac {\left|x+iy\right|-x}{2}}}}。

## 延伸閱讀
- An Imaginary Tale: The Story of {\displaystyle {\sqrt {-1}}}, by Paul J. Nahin; Princeton University Press; ISBN 0-691-02795-1 (hardcover, 1998). A gentle introduction to the history of complex numbers and the beginnings of complex analysis.
- Numbers, by H.-D. Ebbinghaus, H. Hermes, F. Hirzebruch, M. Koecher, K. Mainzer, J. Neukirch, A. Prestel, R. Remmert; Springer; ISBN 0-387-97497-0 (hardcover, 1991). An advanced perspective on the historical development of the concept of number.
- The Road to Reality: A Complete Guide to the Laws of the Universe, by Roger Penrose; Alfred A. Knopf, 2005; ISBN 0-679-45443-8. Chapters 4-7 in particular deal extensively (and enthusiastically) with complex numbers.
- Unknown Quantity: A Real and Imaginary History of Algebra, by John Derbyshire; Joseph Henry Press; ISBN 0-309-09657-X (hardcover 2006).  A very readable history with emphasis on solving polynomial equations and the structures of modern algebra.
- Visual Complex Analysis, by Tristan Needham; Clarendon Press; ISBN 0-19-853447-7 (hardcover, 1997). History of complex numbers and complex analysis with compelling and useful visual interpretations.

## 外部連結
- Euler's work on Complex Roots of Polynomials at Convergence
- John and Betty's Journey Through Complex Numbers （页面存档备份，存于）
- 埃里克·韦斯坦因. . MathWorld.
- SOS Math - Complex Variables （页面存档备份，存于）
- Algebraic Structure of Complex Numbers （页面存档备份，存于） from cut-the-knot
- Complex Numbers Module by John H. Mathews
- IMO Compendium Training Materials （页面存档备份，存于） contains a text on applications of complex numbers to euclidean geometry
- myElectrical.com Complex Number Ccalculator
- solvemymath.com Complex Numbers Calculator （页面存档备份，存于）
- Interactive Visual Representation of Complex Numbers （页面存档备份，存于）